# Masahiko Kimura vs. Hélio Gracie
La lucha entre el yudoca japonés Masahiko Kimura y el pionero del jiu-jitsu brasileño Hélio Gracie tuvo lugar en Río de Janeiro, Brasil, el 23 de octubre de 1951. Se trató de un desafío especial sin títulos en línea: Gracie, el autoproclamado campeón nacional de jiu-jitsu, se enfrentaba a Kimura, luchador profesional y maestro de judo. El resultado de la lucha fue una victoria de Kimura por tirada de toalla.

## Trasfondo

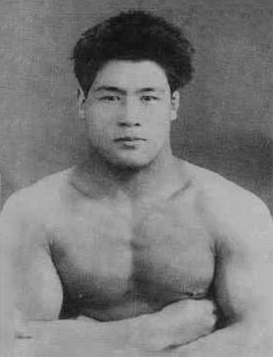
Kimura en 1935.

En 1949, después de una gira por Hawái, Kimura y su compañía de lucha libre profesional -formada por el 6º dan Toshio Yamaguchi y el 5º Yukio Kato- viajaron a Brasil por invitación de Ryo Mizuno, periodista del São Paulo Shimbun. Había sido una idea original del yudoca local Takeo Yano, el cual se encontraba en una notoria rivalidad pública con los hermanos Carlos y Hélio Gracie, practicantes de «jiu-jitsu» (tal y como se conocía al judo en el Brasil de la época). Yano ya había luchado contra Hélio en 1937, dominando el combate pero no logrando finalizar al brasileño, y había solicitado durante años una revancha que nunca se le concedió (también trabajaría en eventos de catch wrestling con George Gracie, pero este no era miembro del equipo de Carlos y Hélio). De este modo, con la llegada de Kimura como un contendiente bien considerado, Yano y su colega Yasuichi Ono esperaban atraer el interés de los hermanos Gracie para celebrar un combate contra cualquiera de ellos.
Cuando la compañía llegó a São Paulo, la prensa brasileña presentó a Kimura como el «campeón mundial de jiu-jitsu», a todas luces esperando también alguna confrontación con los artistas marciales locales. Para más inri, los periódicos decidieron proclamar que Kimura y sus compañeros eran auténticos cinturones negros de jiu-jitsu que habían llegado para exponer la falsedad del arte de los Gracie. Como se esperaba, no pasó mucho tiempo hasta que Hélio Gracie desafió al supuesto campeón mundial, aunque anteponiendo la condición de que Kimura luchase antes contra Pedro Hemeterio, aprendiz de Gracie, a fin de probar su valía. Por su parte, la compañía japonesa demandó que el propio Hélio se enfrentase a Kato, el miembro de menor rango y el más parecido a él en tamaño (alrededor de 70 kg). Tras algunas negociaciones, Hélio aceptó y comenzó a entrenar para la lucha con Kato. Debido a que Yukio tenía relativamente poca experiencia en desafíos mientras que Hélio tenía varias en su haber, el combate fue presentado como un duelo entre un profesional y un aficionado.

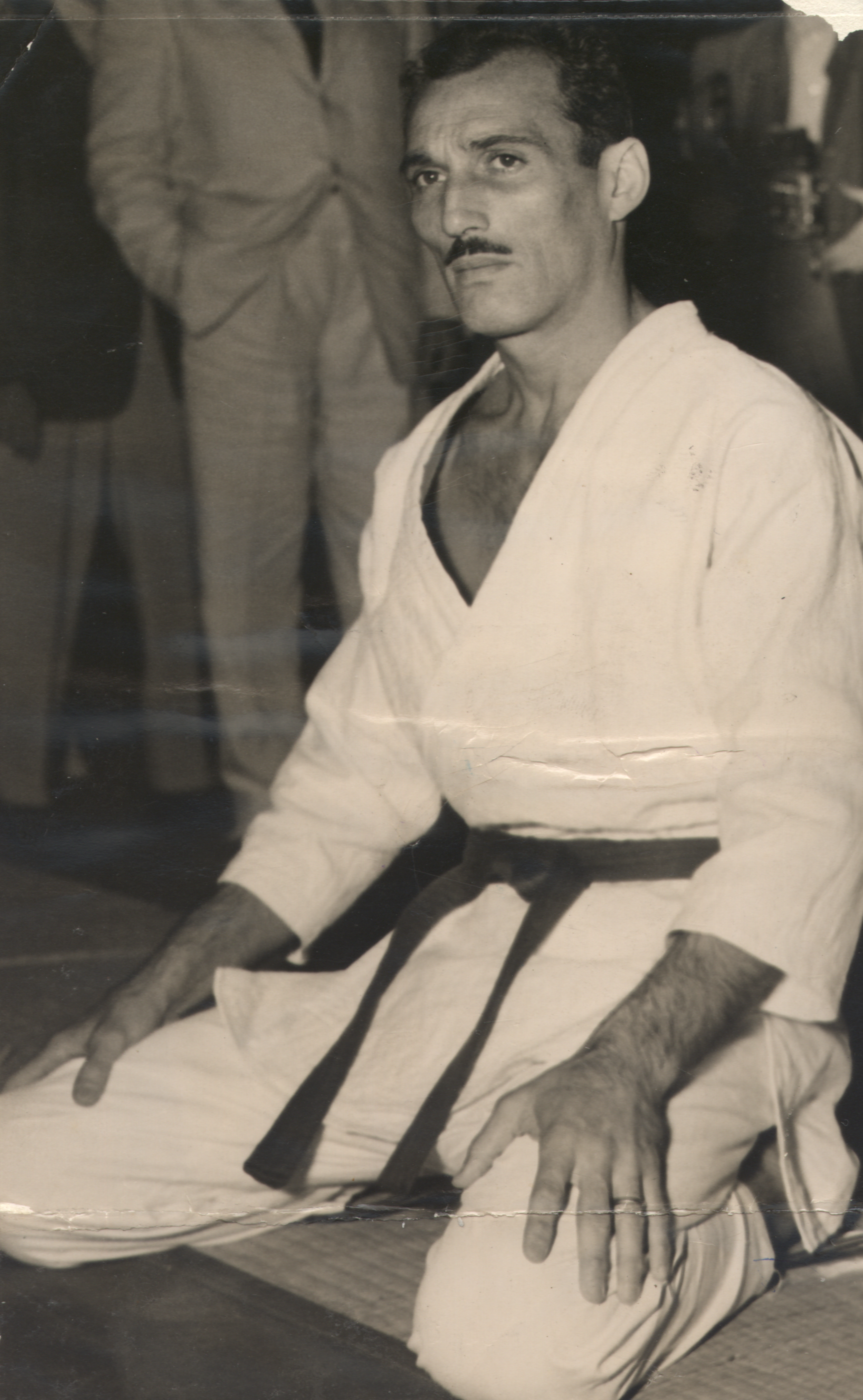
Gracie en 1952.

Kato y Hélio lucharon el 6 de septiembre de 1951 en el Estadio de Maracaná en Río de Janeiro. El japonés controló las tres rondas del combate con una larga serie de proyecciones, pero las colchonetas sobre las que se jugaba el encuentro eran demasiado mullidas para que sus lanzamientos fueran decisivos, por lo que Hélio fue capaz de sobrevivir hasta el final del combate y dejar que este terminase en un empate técnico. Al palparse la insatisfacción del público, Kato ofreció a Gracie una revancha, esta vez sin límite de tiempo, para el 29 de septiembre en el Ginásio do Ibirapuera en São Paulo. Como la primera vez, Kato proyectó a Hélio a su voluntad, llegando incluso a arrojarle fuera del cuadrilátero sobre el que luchaban. Tras media hora de lucha, posiblemente a instancias de un público de nuevo impaciente, Kato llevó la contienda a ras de lona e intentó estrangular a Gracie con juji-jime, pero el brasileño intentó la misma técnica y los púgiles acabaron enredados en las cuerdas del cuadrilátero. En ese momento Kato se detuvo, creyendo que el árbitro pararía la acción para desenredarlos y llevarlos al centro del tapiz, pero el colegiado no reaccionó, lo que permitió a Gracie aprovechar el descuido del japonés y cerrar su estrangulación. Aunque Kato, al ver que las cuerdas le impedían cambiar de posición, trató de terminar primero su propia llave, cayó inconsciente y obligó a Kimura a tirar la toalla.
Los periódicos inmediatamente cuestionaron la victoria de Hélio, con Diario de Noticias en concreto señalando la ilegitimidad y la falta de deportividad de su acción, pero el daño de la derrota estaba hecho, y por ello la compañía de Kimura quedó seriamente disminuida en su reputación. Los estudiantes de la Academia Gracie desfilaron por las calles cargando un féretro, mofándose así de la derrota de Kato, mientras que Hélio lanzó ahora un desafío a Toshio Yamaguchi, el segundo en rango y experiencia de la agrupación japonesa. Yamaguchi aceptó, pero Kimura le convenció de dejarle ocupar su lugar, por lo que se puso de pretexto que Yamaguchi temía lesionarse antes de su siguiente gira y que Kimura le sustituiría. El combate se emplazó para el 23 de octubre, día hasta el que Hélio entrenó en la Academia Gracie mientras Kimura hacía lo propio en la escuela de los hermanos Yasuichi y Naoichi Ono. La expectación hacia este tercer combate era tan alta que, según el esquinero Georges Mehdi, la embajada japonesa informó veladamente a Kimura de que no sería bienvenido de vuelta en Japón si perdía la lucha.
Un incidente menor pero digno de mención sucedió el 20 de octubre, ya que un periódico brasileño publicó haber descubierto que Kimura no era un yudoca japonés, sino un timador peruano de ascendencia japonesa (o camboyano, según la biografía de Kimura). El japonés se vio obligado a presentar su pasaporte en la embajada y elevar una queja para que el diario rectificase.

## Reglas
El encuentro se celebró bajo lo que Gracie llamaba reglas de jiu-jitsu. Ambos competirían en sendos judogi, con toda clase de agarres y llaves permitidos, y el ganador sería decidido solo por rendición o KO técnico, el último de los cuales podría ser dictaminado tanto por la decisión del árbitro como por la tirada de toalla de cualquiera de los equipos. El tiempo constaría de tres rondas de diez minutos cada una. A pesar de la relativa frecuencia de estas estipulaciones en Brasil, Kimura consideró que se trataba de unas reglas inusuales para él, pero las aceptó sin reservas. El árbitro fue prestado por Confederação Brasileira de Pugilismo, no sin una serie de disputas con el equipo Gracie, y se eligió para esto a Eusebio de Queiros Filho.
El combate no tuvo pesaje y ninguno de los contendientes dio un peso oficial, de modo que las masas exactas de Gracie y Kimura permanecen desconocidas a día de hoy. Aunque Kimura era más bajo que Gracie por unos centímetros, también era el más pesado de los dos, contando con una ventaja relativa que se ha llegado a estimar entre los 10 kg y los 15 kg.

## Sumario de la lucha
El evento tuvo lugar en el Estadio de Maracanã ante un público de unas veinte mil personas, incluyendo el mismo presidente de Brasil Getúlio Vargas y el vicepresidente João Café Filho, así como el famoso escritor japonés Michiharu Mishima. Como ya era habitual, los simpatizantes de Gracie recibieron a Kimura enseñándole un féretro, dándole a entender que sería abatido igual que Kato, y esta vez la afición brasileña se mostró de acuerdo, hasta el punto de recibir a los japoneses arrojándoles huevos podridos.

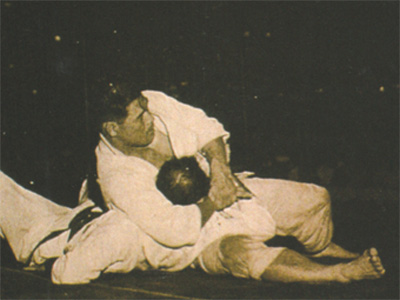
Kimura manteniendo a Gracie en kesa-gatame.

Comenzado el combate, Hélio y Kimura inmediatamente se abalanzaron sobre las solapas del otro al uso del judo. El brasileño intentó derribar a su oponente con sendos intentos de osoto gari y kouchi gari, pero Kimura bloqueó los dos y respondió proyectando con éxito a Gracie varias veces seguidas, ejecutando ouchi gari, harai goshi, uchi mata e ippon seoi nage. Sin embargo, de la misma manera que en las luchas contra Kato, Gracie salió mayormente ileso de estos impactos gracias a la blandura del tatami sobre el que peleaban, por lo que Kimura concluyó para sí en que no podría someter a Gracie solo con proyecciones. Por ello, hacia el final del primer asalto, Kimura tumbó a Gracie con un osoto gari y descendió a la lona con él para probar sus llaves. El yudoca inmovilizó a Gracie con kuzure-kami-shiho-gatame, yoko-shiho-gatame, yoko-sankaku-jime y kesa-gatame, alternando entre estas posiciones según veía más apto. En cierto momento, presumiblemente durante el sankaku-jime -una técnica diseñada para la estrangulación sanguínea-, la presión fue tal que Gracie perdió la consciencia sin que Kimura se diese cuenta, y solo volvió en sí cuando el japonés liberó la posición para adoptar otra. Poco después, Kimura se percató de que la oreja de Gracie rezumaba sangre y le preguntó, señalándola para superar la barrera idiomática, si podía continuar. Hélio asintió, por lo que la lucha continuó unos minutos más hasta el toque de la campana.
Aprovechando el descanso entre los asaltos, Masahiko explicó a su esquinero Hikaru Kurachi haber invertido deliberadamente el primer tiempo en proyectar a Hélio, por inútil que hubiese resultado ser, para así dar un espectáculo a los partidarios de los japoneses. Habida cuenta de que no le finalizaría de este modo, a continuación Kimura había tanteado a Gracie a ras de lona, donde había comprobado que no tendría dificultades para someterle en el siguiente asalto. Mientras tanto, Gracie se sentó en su propio rincón y les contó que intentaría encontrar una hueco entre las proyecciones de Kimura para deslizar una rendición.
Al comienzo del segundo tiempo, Gracie intentó un tomoe nage, pero Kimura bloqueó la técnica, ejecutó  un osoto gari y se cernió sobre Hélio en el tatami, inmovilizándolo con kuzure-kami-shiho-gatame. Esta vez el yudoca no cambió de posiciones, sino que permaneció en la que se encontraba e hizo presión sobre Gracie. Tres minutos después, Kimura desplazó su peso sobre la cabeza de Hélio con el objetivo de impedirle respirar. Acusando el ahogamiento, Gracie intentó abrir espacio para respirar empujando el cuerpo de Kimura, momento en que el japonés apresó su brazo y ejecutó la llave articular conocida como gyaku-ude-garami. Como Gracie no se rindió ante las primeras señas de la llave, Kimura ejecutó esta hasta el final y fracturó el brazo del brasileño. Hélio continuó impertérrito, por lo que Kimura retorció el brazo quebrado una vuelta más. Finalmente, al ver que Kimura se disponía a dar una tercera vuelta a la extremidad, Carlos Gracie se adelantó y tiró la toalla por su hermano, dando también unas palmadas en la espalda de Kimura para señalizar su victoria. De esta manera, el yudoca fue declarado ganador. Un grupo de japoneses saltaron al terreno y lanzaron a Kimura al aire entre celebraciones, mientras Gracie era llevado al vestuario para atender su brazo.

## Recepción
La prensa recibió de buen grado el combate, admirando no solo la facilidad con la que Kimura había dominado a Gracie, sino también la valentía y dureza de este último. Dos titulares que representaban estas opiniones fueron «Victoria Fácil de Kimura» («Vitória Fácil de Kimura») y «13 Minutos de Intensa Emoción» («13 Minutos de Intensa Emoção»). Sin embargo, al menos un periódico consideró que había sido una victoria moral para Hélio, opinión que naturalmente compartieron los miembros de la academia Gracie. El jujutsuka afirmó considerarse él mismo otro campeón mundial después de haber sentido el poder de Kimura. En cambio, Masahiko se declaró decepcionado con las habilidades de Hélio y criticó en concreto su incapacidad de llevar a cabo una ofensiva, aunque también alabó su espíritu de lucha. Kimura ofreció a Gracie la posibilidad de jugar una revancha en Japón, pero la oferta no tuvo respuesta.
Después de su gira por Brasil, Kimura y su compañía volvieron a Japón, donde el yudoca fundó la empresa Kokusai Pro Wrestling Association para expandir sus actividades en la lucha libre profesional. Hélio y Carlos siguieron luchando y enseñando en Brasil el resto de su carreras, ocupándose a continuación del desafío de otros judocas como Yasuichi Ono y Augusto Cordeiro.

## Legado
Tras su uso por parte de Masahiko para vencer a Hélio, los periodistas brasileños empezaron a referirse al gyaku-ude-garami como «Kimuriana» o simplemente «Kimura». El primer uso de estos términos se registra en la segunda gira de Kimura por Brasil en 1959, y ha continuado hasta hoy como la designación oficial de este movimiento en el jiu-jitsu brasileño y las artes marciales mixtas. Compárese esto con el caso de la estrangulación sode-guruma-jime, que recibe el nombre brasileiro de «Ezekiel choke» desde que el también yudoca Ezequiel Paraguassu demostrara su efectividad contra los aprendices de Carlson Gracie en 1988.
El combate entre Gracie y Kimura permeó la cultura popular estadounidense con el documental de 1992 Gracies in Action, en el que figuraba como uno de los más importantes desafíos de la familia Gracie. Este documental contiene un gran número de falsedades y exageraciones, empero, como las que afirman que Kato y Kimura pesaban respectivamente 18 kg y 36 kg más que Hélio, la que asegura que Kimura apostó finalizar a Hélio en tres minutos y perdió la apuesta, o la que dice que el japonés invitó al brasileño a enseñar en una «academia imperial» después de la lucha. Una versión similar se dio en el artículo de 1989 de la revista Playboy sobre la familia Gracie. Estos embellecimientos han sido desacreditados por la mayor parte de la comunidad del jiu-jitsu como mera propaganda.
En 2002, la promoción de artes marciales mixtas PRIDE Fighting Championships celebró una contienda especial de «judo contra jiu-jitsu brasileño» como tributo al encuentro entre Gracie y Kimura. Tuvo lugar el 28 de agosto en el evento PRIDE Shockwave, y enfrentó a Hidehiko Yoshida, medallista olímpico de judo en Barcelona 1992, contra Royce Gracie, ganador de las primeras ediciones de Ultimate Fighting Championship e hijo del propio Hélio. Yoshida y Gracie lucharon durante siete minutos hasta que el yudoca aplicó un sode-guruma-jime, impulsando al árbitro a parar el combate. Este final fue altamente polémico, ya que los Gracie afirmaron que la detención fue tanto injustificada como desautorizada, y obligaron a PRIDE a anular retroactivamente el resultado.
En su libro de 2008 The Pyjama Game, el yudoca británico Mark Law compara con el combate entre Kimura y Gracie una sesión de randori que Law presenció en el Budokwai, la cual enfrentó al medallista olímpico Kenzo Nakamura con el campeón mundial de jiu-jitsu brasileño Roger Gracie, sobrino-nieto de Hélio. Law describió el combate como «prolongado e inconclusivo, pero extraordinario en todo caso».